# 해동용궁사 금강반야바라밀경론
해동용궁사 금강반야바라밀경론(海東龍宮寺 金剛般若波羅密經論)은 부산광역시 기장군 해동용궁사에 있는 조선시대의 불경이다. 2014년 9월 24일 부산광역시의 유형문화재 제147호로 지정되었다.

## 개요
금강반야바라밀경론은 금강반야바라밀경에 대한 주석으로, 4세기 말경에 바수반두(Vasubandhu)가 지었고, 6세기 초에 보리유지(Bodhiruci)가 번역하였다. 모두 3권으로 된 금강반야바라밀경론은 허무한 세상의 이치를 깨달으려면 부처의 교리에 대한 믿음을 굳게 하고 자기 자신과 인간 세상에 대한 애착과 미련을 버리며, 일체의 고통을 참고 견뎌내야 한다는 것을 설법하고 있다.
해동용궁사 금강반야바라밀경론은 상․중․하 3권 1책의 목판본으로, 광곽(匡郭)의 묵흔(墨痕), 장정법과 그에 따른 인출방법, 종이 등을 보아 조선시대의 후인본으로 추정된다. 침습의 흔적이 조금 있으나, 보존 상태는 대체로 양호한 편이다. 해동용궁사 소장 금강반야바라밀경론의 각 권말에는 '계묘세고려국대장도감봉칙조조(癸卯歲高麗國大藏都監奉勅雕造)'라는 간기가 있는 것으로 볼 때 고려 고종 30년(1243)에 대장도감에서 간행한 재조대장경(일명 팔만대장경)으로 인쇄한 것임을 알 수 있는데, 처음 인쇄한 초쇄본(初刷本)은 아니고 1243년에 대장도감에서 간행한 판목으로 뒤에 인쇄한 후인본(後印本)이다.
해동용궁사 소장 금강반야바라밀경론은 보존 상태가 좋고, 초기에 인출한 권자본이나 절첩본 형태의 재조대장경판 경전들이 보물로 지정되어 있다는 점, 세계기록유산인 재조대장경판으로 인출하였다는 점, 현재까지 전해지는 동일 경전이 드물다는 점 등에서 희소성 및 서지학적 가치가 뛰어난 유물이다.

## 참고 문헌
- 해동용궁사 금강반야바라밀경론 - 국가유산청 국가유산포털